# Les Aix-d’Angillon
Les Aix-d’Angillon település Franciaországban, Cher megyében. Lakosainak száma 1871 fő (2022. január 1.). Les Aix-d’Angillon Aubinges, Parassy, Rians, Sainte-Solange és Soulangis községekkel határos.

## Népesség
A település népessége az elmúlt években az alábbi módon változott:
| Lakosok száma | 1246 | 2146 | 2160 | 1930 | 1901 | 1905 | 1916 | 1889 | 1881 | 1871 |
|               | 1968 | 1982 | 1990 | 2006 | 2013 | 2015 | 2017 | 2019 | 2020 | 2022 |